# Global Green Growth Institute-sagen
Global Green Growth Institute-sagen var en sag om misbrug af offentlige midler i Global Green Growth Institute (GGGI).
Ekstra Bladet afdækkede den 5. oktober 2013, hvordan daværende statsminister Lars Løkke Rasmussen (V) over en etårig periode brugte 1.056.402 kr. på flyrejser, hotelophold og chauffører i forbindelse med sit hverv som formand for GGGI.
Som konsekvens af sagen trak udviklingsminister Christian Friis Bach (B) sig fra sin post.

## Baggrund
Uddybende artikel: Global Green Growth Institute.
Under daværende udviklingsminister Søren Pind (V) besluttede Folketinget at støtte Global Green Growth Institute (GGGI) med 90 mio.kr. over tre år. Næsten et år senere (maj 2012) tiltrådte tidligere statsminister samt Venstres formand, Lars Løkke Rasmussen, som bestyrelsesformand for organisationen. GGGI er en international organisation, der arbejder på at forene økonomisk vækst og miljømæssig bæredygtighed. GGGI har hovedsæde i Sydkoreas hovedstad Seoul.
I november 2012 anklagede den sydkoreanske rigsrevision GGGI for at misbruge offentlige midler. Udviklingminister Christian Friis Bach (B) blev orienteret om rapporten, men lod ikke de informationer gå videre til Folketinget. Han afviste, at der var sket et misbrug med danske bistandskroner. Eksperter har senere udtalt, at forholdene lignede korruption, noget Christian Friis Bach tidligere har afvist.
Bestyrelsen i GGGI ændrede i december 2012 de rejseregler, som der tidligere tillod organisationens bestyrelse flyrejser på første klasse. Fremover var det dermed ikke tilladt for nogen i organisationen at rejse på første klasse.

## Forløb
Den 5. oktober 2013 hævdede Ekstra Bladet, at Lars Løkke Rasmussen havde misbrugt offentlige støttekroner og i forbindelse med sit hverv som bestyrelsesformand i GGGI havde rejst med fly på første klasse. På daværende tidspunkt deltog Lars Løkke i Venstres landsmøde, hvor han over for Venstres medlemmer afviste, at der var hold i anklagerne. I de efterfølgende dage bragte Ekstra Bladet flere anklager imod Lars Løkke Rasmussen.
Kort sagt drejede anklagerne sig om, at Lars Løkke over en periode på ét år skulle have brugt sammenlagt 1.056.402 kr. på flyrejser, hotelophold og chauffører.
Lars Løkke Rasmussen sendte den 13. oktober 2013 et brev til Venstres medlemmer, hvori han erkendte, at han burde have ændret rejsereglerne tidligere. Socialdemokraternes klimaordfører Pernille Rosenkrantz-Theil udtalte i den forbindelse: "Han fremstiller det som om, at den her organisation er en supertanker, der skal vendes rundt. Men det drejer sig ikke om, at han skulle ændre rejseregler for en hel organisation. Den eneste, der skulle ændre adfærd, var ham selv."
Flere andre politikere ønskede, at Lars Løkke skulle fremlægge alle bilag, så offentligheden kunne få vished i sagen. Den 14. oktober 2013 afviste Søren Pind (V), at Lars Løkke var i stand til at fremlægge nogen bilag fra GGGI, fordi GGGI ikke tillod dette i sine retningslinjer. Det rettede Lars Løkke dog selv på, da han den 15. oktober meddelte, at han den 20. oktober 2013 ville fremlægge alle sine bilag på et pressemøde.
Den 17. oktober satte Christian Friis Bach en undersøgelse i gang, som skulle kortlægge GGGI's finansielle og økonomiske styring. Han meddelte samtidig, at han ikke ville kræve, at formand Lars Løkke skulle betale sine rejseudgifter tilbage. Den 18. oktober offentliggjorde Udenrigsministeriet den rapport, som den sydkoreanske rigsrevision udgav i november 2012.
Den 17. oktober krævede flere norske politikere, at Lars Løkke burde gå af som formand for GGGI. Norge støtter årligt GGGI med 100 mio. kr..

### Pressemøde
Den 20. oktober 2013 kl. 12:00 begyndte Lars Løkkes annoncerede pressemøde, hvor han forud for pressemødet havde udleveret alle sine bilag til de tilstedeværende journalister. Pressemødet varede tre timer og 42 minutter, hvilket fik flere medier til at betegne det som et historiske langt pressemøde, og et marathon-pressemøde. I forbindelse med pressemødet deltog flere andre repræsentanter for GGGI, herunder direktør Howard Bamsey og vicedirektør Robert Dawson.
Lars Løkke indledte pressemødet med at beklage, at han vedblev med at flyve på første klasse selv efter den første tur på første klasse, hvor han i følge eget udsagn burde have indset, at det ikke var etisk korrekt. Ifølge bilagene rejste han på første klasse på ni rejser. Han pointerede, at rejserne var foretaget i overensstemmelse med GGGI's regler; derfor mente han ikke, at han skulle selv betale differencen mellem First Class og Business Class, som danske politikere normalt flyver på.
Han pointerede, at hans sidste rejse på første klasse for GGGI var i juni 2013, og at alle rejser herefter var på Business Class (eller billigere klasser). Desuden undskyldte han, at han ved en misforståelse ikke havde betalt for, at han på sin første rejse for GGGI havde sin datter med fra Chicago til Rio de Janeiro og retur til København; en flybillet til ca 27.000 kr., betalt af GGGI. Denne billet ville han nu refundere GGGI. Han beklagede samtidigt, at han uretmæssigt havde fået udbetalt diæter, som han nu vil betale tilbage.
På pressemødet blev han spurgt, hvad der var blevet af de såkaldte bonuspoint (Frequent Flyer Miles), som han gennem sine flyvninger for GGGI havde optjent. Disse point står stadig på hans konti hos de forskellige selskaber/flyalliancer. For Star Alliance står de stadig på hans konto, dog sammenblandet med hvad han ellers har optjent der. Ved pressemødet erklærede han, at de point, som han havde tjent på rejser for GGGI, ville blive brugt til fordel for GGGI, hvis det administrativt kunne lade sig gøre.

### Efter pressemødet
Christian Friis Bach meddelte, at han ikke vil kræve Lars Løkke Rasmussens rejseudgifter betalt tilbage, ligesom statsminister Helle Thorning-Schmidt meddelte, at hun stadig bakkede op om Lars Løkke som formand for GGGI.
Efter flere dages mediedækning blev Christian Friis Bach kaldt i samråd for at forklare, hvad han vidste om den kritiske rapport om GGGI fra den sydkoreanske rigsrevision, og hvorfor disse oplysninger ikke blev videregivet til Folketinget. Jyllands-Posten skrev den 27. oktober 2013, at Christian Friis Bach i september havde advaret Lars Løkke om, at der muligvis blev gravet i hans rejser for GGGI. Friis Bach ønskede ikke at bekræfte, om han advarede Lars Løkke.
Den 2. november 2013 blev det fra GGGI's side offentliggjort, at Lars Løkke i 2012 har fået udbetalt diæter på 8784,50 kr., hvilket svarer til 675 kr. pr. rejsedag. Flere af Venstres lokalformænd opfordrede Lars Løkke Rasmussen til at trække sig som formand for GGGI.

#### Konsekvenser for Venstre ved Kommunalvalget 2013
Flere valgforskere forudså, at det ville få negative konsekvenser for Venstre chancer ved kommunal- og regionsvalget 2013. Medlem af kommunalbestyrelsen i Hjørring Kommune Keld Emil Damsgaard (V) sagde, at han frygtede, at sagen ville koste dem stemmer, mens hver tredje vælger ønskede at Lars Løkke gik af som formand for Venstre.

### Christian Friis Bachs afgang
Den 20. november 2013 meddelte flere medier, at udviklingminister Christian Friis Bach havde afbrudt en tjenesterejse i Israel, efter han havde modtaget et telefonopkald. Efter denne besked havde ramt de danske medier, begyndte flere medier at arbejde med teorien om, at han ville trække sig som minister. Ingen officielle kilder ville dog bekræfte på daværende tidspunkt.
Dagen efter, den 21. november, meddelte Friis Bach på et pressemøde i København, at han trak sig som udviklingsminister.
Det skete på baggrund af, at han i foråret deltog i et bestyrelsesmøde, hvori Lars Løkkes rejser ifbm. GGGI blev godkendt, uden at han tilsyneladende havde bemærket dette. Friis Bach havde derfor senere meddelt Folketinget og pressen, at han intet kendte til rejserne. Udenrigsministeriet erkendte i en officiel pressemeddelelse, at de havde begået en alvorlig fejl, der har medført at minister, Folketinget og offentligheden er blevet informeret fejlagtigt. Flere medier hævdede, at Udenrigsministeriet kendte til oplysningerne siden 6. november 2013 og dermed tilbageholdt oplysningerne.
Flere medier betegnede det som et uheldigt sammentræf, at oplysningerne kom til Friis Bach på et telefonopkald dagen efter kommunalvalget. Helle Thorning-Schmidt har udtalt, at hun "ikke i sin vildeste fantasi" kunne forestille sig, at der var en sammenhæng mellem kommunalvalgets afslutning og ministeriets melding til ministeren.
Han blev afløst af Rasmus Helveg Petersen.